# شهرستان دونگمینگ
شهرستان دونگمینگ (به لاتین: Dongming County) یک منطقهٔ مسکونی در چین است که در هزه (شاندونگ) واقع شده‌است. شهرستان دونگمینگ ۶۰ متر بالاتر از سطح دریا واقع شده‌است.